# Pseudautomeris stawiarskii
Pseudautomeris stawiarskii är en fjärilsart som beskrevs av Gagarin 1936. Pseudautomeris stawiarskii ingår i släktet Pseudautomeris och familjen påfågelsspinnare. Inga underarter finns listade i Catalogue of Life.